# District historique de Wintersmith Park
 (octobre 2020).
Le district historique de Wintersmith Park – ou Wintersmith Park Historic District en anglais – est un district historique dans le comté de Pontotoc, en Oklahoma, aux États-Unis. Situé au sein du Wintersmith Park, au sud-est d'Ada, ce district emploie le style rustique du National Park Service. Il est inscrit au Registre national des lieux historiques depuis le 2 juin 2000.